# Carmel de Montmartre
Pour les articles homonymes, voir Carmel.
Situé au pied du campanile de la basilique du Sacré-Cœur de Montmartre à Paris (France), au 34 rue du Chevalier-de-la-Barre, le carmel de Montmartre est une communauté de moniales de l'Église catholique vivant selon la spiritualité du Carmel et l'esprit de sainte Thérèse d'Avila.

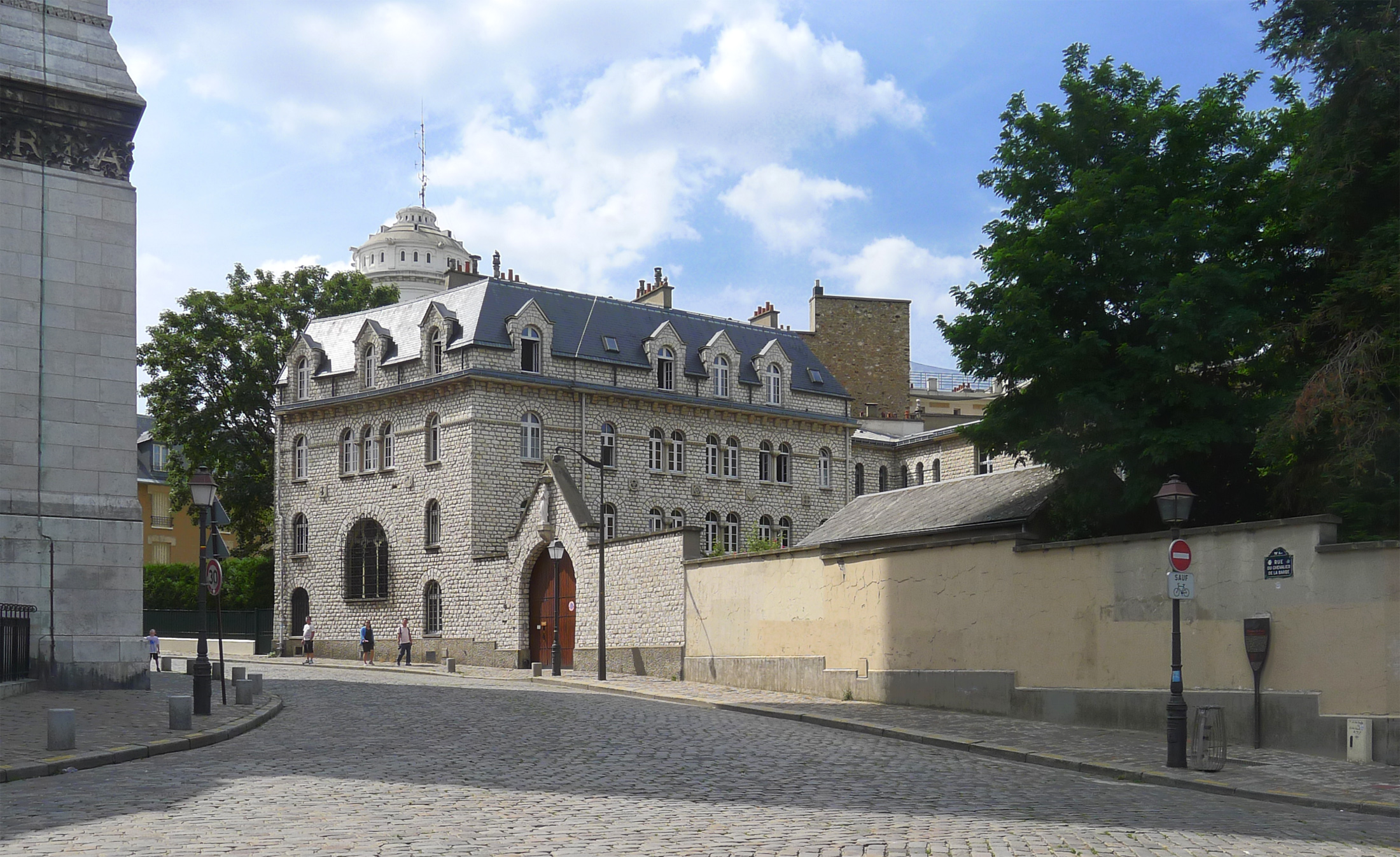
Le carmel de Montmartre, situė rue du Chevalier-de-la-Barre, au pied du Sacré-Cœur.